# Cast3m
Cast3m è un programma di calcolo agli elementi finiti multidimensionale, ossia che permette l'interazione fra più domini fisici, come ad esempio termico e meccanico, permettendo di effettuare analisi estremamente accurate. Questa categoria di programmi, definiti x-FEM, è estremamente usata in ambiti sia di ricerca che industriali, come ad esempio nel settore nucleare.

## Storia
Cast3m è stato sviluppato dal CEA (Commissariat à l'énergie atomique et aux énergies alternatives) ed è compatibile solo con Windows: comprende due licenze, una gratuita utilizzabile per scopi di ricerca ed una a pagamento utilizzabile per ambiti commerciali. In Italia è usato soprattutto presso l'ENEA.

## Caratteristiche
Cast3m è sviluppato in linguaggio ESOPE (derivato dal Fortran) e funziona per linea di comando, tramite linguaggio GIBIANE.